# Délire paranoïde
En psychiatrie, on appelle délire paranoïde un syndrome délirant (une perte de contact avec la réalité partagée par d'autres) caractéristique de la schizophrénie.
Malgré la proximité entre les deux termes, il faut bien le distinguer du délire paranoïaque, caractéristique du groupe des paranoïas et présentant une sémiologie bien différente.

## Sémiologie structurale
Le délire paranoïde :
- est construit à partir de mécanismes multiples (hallucination, illusion, interprétation, intuition, imagination) ;
- comprend des thèmes multiples imbriqués, il est non structuré, hermétique, flou, bizarre ;
- est non systématisé, c'est-à-dire qu'il n'obéit à aucune logique interne : les thèmes s'enchaînent sans lien logique, s'imbriquent, se confondent donnant une impression de désorganisation du sens et de la pensée.

## Comparaison avec le délire paranoïaque
|                                    | Délire paranoïde                                          | Délire paranoïaque                                          |
| ---------------------------------- | --------------------------------------------------------- | ----------------------------------------------------------- |
| Mécanisme délirant                 | Mécanismes multiples (hallucinations, interprétations...) | Mécanisme principalement interprétatif                      |
| Thématique délirante               | Thèmes multiples                                          | Thème unique (persécution, préjudice, complot, jalousie...) |
| Degré de systématisation du délire | Non systématisé (pas de cohérence interne)                | Hautement systématisé                                       |

## Nosologie
- Le délire paranoïde se retrouve essentiellement au cours des schizophrénies, dont il constitue l'un des symptômes. On parle de schizophrénie paranoïde pour les formes très délirantes. D'autres symptômes sont alors associés.
- On le retrouve également au cours de bouffée délirante aiguë et de la psychose puerpérale.